# Action figure
Uma action figure (figura de ação) é uma figura articulada de um personagem, geralmente feito de plástico e frequentemente baseado em personagens de filme, história em quadrinhos, militar, videogame ou programa de televisão, sejam eles ficcionais ou históricos. Essas figuras são geralmente comercializadas para meninos e colecionadores adultos. O termo foi cunhado pela Hasbro em 1964 para promover o G.I. Joe ao público masculino (enquanto concorrentes chamavam produtos semelhantes de "bonecos para meninos").
De acordo com um estudo realizado na Suécia em 2005, action figures que apresentam traços masculinos tradicionais são voltadas principalmente ao público masculino. Embora sejam frequentemente comercializadas como brinquedos infantis, as action figures ganharam ampla aceitação como item de colecionador para adultos. Nesses casos, o produto pode ser projetado e fabricado com a premissa de que será adquirido apenas para exibição como colecionável e não para brincadeiras como um brinquedo infantil.

## História

### Precursores
Bonecos articulados remontam a pelo menos 200 a.C., com bonecos de argila e madeira articulados da Grécia e Roma antigas. Muitos tipos de figuras articuladas datam do período moderno inicial, incluindo os manequins  de artista e a boneca japonesa ichimatsu. A moderna boneca de articulação esférica foi criada na Europa Ocidental no final do século XIX. Do final do século XIX até o início do século XX, fabricantes franceses e alemães produziram bonecas de porcelana com corpos articulados por cordões e juntas esféricas feitas de composição: uma mistura de polpa, serragem, cola e materiais semelhantes. Essas bonecas podiam medir entre 15 e 100 cm e hoje são consideradas antiguidades colecionáveis.
Outro precursor importante da action figure é o soldado de brinquedo. Figuras militares foram encontradas em tumbas do Egito Antigo e apareceram em muitas culturas. Soldadinhos de chumbo eram produzidos na Alemanha desde a década de 1730. Com o avanço da indústria e da demanda, métodos como a fundição oca começaram a ser utilizados na década de 1890, e figuras de polietileno se tornaram comuns nos anos 1950. Este mercado se tornaria o terreno ideal para figuras de ação com temática militar.
Um dos primeiros brinquedos semelhantes às action figures modernas foi o "Humpy Dumpty Circus", lançado por Albert Schoenhut em 1904, com figuras de madeira articuladas interagindo com diversos acessórios.

### 1960–1970
O termo "action figure" foi criado pela Hasbro em 1964 para comercializar o G.I. Joe para meninos que recusavam brincar com "bonecas", termo associado a brinquedos femininos. Um brinquedo similar chamado Johnny Hero foi lançado pela Rosko Industries em 1965, mas ainda era denominado como "boneco para meninos". O G.I. Joe era uma figura militar de 11,5 polegadas com roupas e acessórios intercambiáveis.
A Hasbro licenciou o produto internacionalmente, e empresas locais adicionaram acessórios específicos às suas versões. A japonesa Takara usou o torso licenciado do G.I. Joe para criar o Henshin Cyborg-1, com plástico transparente revelando partes cibernéticas. Devido à crise do petróleo dos anos 1970, a Takara desenvolveu uma versão menor, lançada em 1974 como Microman, que utilizava partes intercambiáveis. Isso estabeleceu a base para figuras menores e robôs transformáveis, como o Robotman de 12 polegadas e o Mini-Robotman de 3,75 polegadas.
Em 1971, a Mego Corporation começou a licenciar personagens da Marvel Comics e DC Comics, criando figuras de super-heróis altamente colecionáveis. Mais tarde, importou a linha Microman para os EUA sob o nome de Micronauts, mas perdeu espaço após a Kenner obter a licença de Star Wars em 1976. O sucesso das figuras de 3,75 polegadas de Star Wars consolidou esse tamanho como padrão da indústria. De 1972 a 1986, a Mattel produziu a linha Big Jim.

### Décadas de 1980–1990
Nos anos 1980, diversas linhas de action figures surgiram, muitas baseadas em desenhos animados, como Masters of the Universe, G.I. Joe, Thundercats, The Real Ghostbusters e Super Powers Collection. O sucesso do anime Gundam levou a Takara a reinventar Microman como Micro Robots, que deu origem à linha Micro Change, com brinquedos que se transformavam. Em 1984, a Hasbro combinou Micro Change e Diaclone para criar os Transformers, que até hoje são sucesso.
No fim dos anos 1980, colecionadores começaram a comprar figuras para manter nas embalagens, o que saturou o mercado. A linha dos Teenage Mutant Ninja Turtles foi produzida em grandes quantidades, reduzindo o valor individual das figuras. Em meados dos anos 1990, surgiram novas linhas de Star Wars e Spawn, reafirmando que action figures não eram apenas para crianças. Na Inglaterra, figuras da Corinthian Figures com jogadores de futebol também eram populares. A revista ToyFare, lançada em 1997, tornou-se leitura popular entre colecionadores.
Durante essa época, surgiram variações de personagens com trajes e acessórios diferentes. Batman foi notório por isso (ex: Batman Ártico, Batman com armadura neon). Figuras com partes que brilham no escuro também se popularizaram. Um estudo de 1999 revelou que essas figuras se tornaram cada vez mais musculosas, superando até os maiores fisiculturistas, o que pode influenciar desordens de imagem corporal.

### Anos 2000 em diante

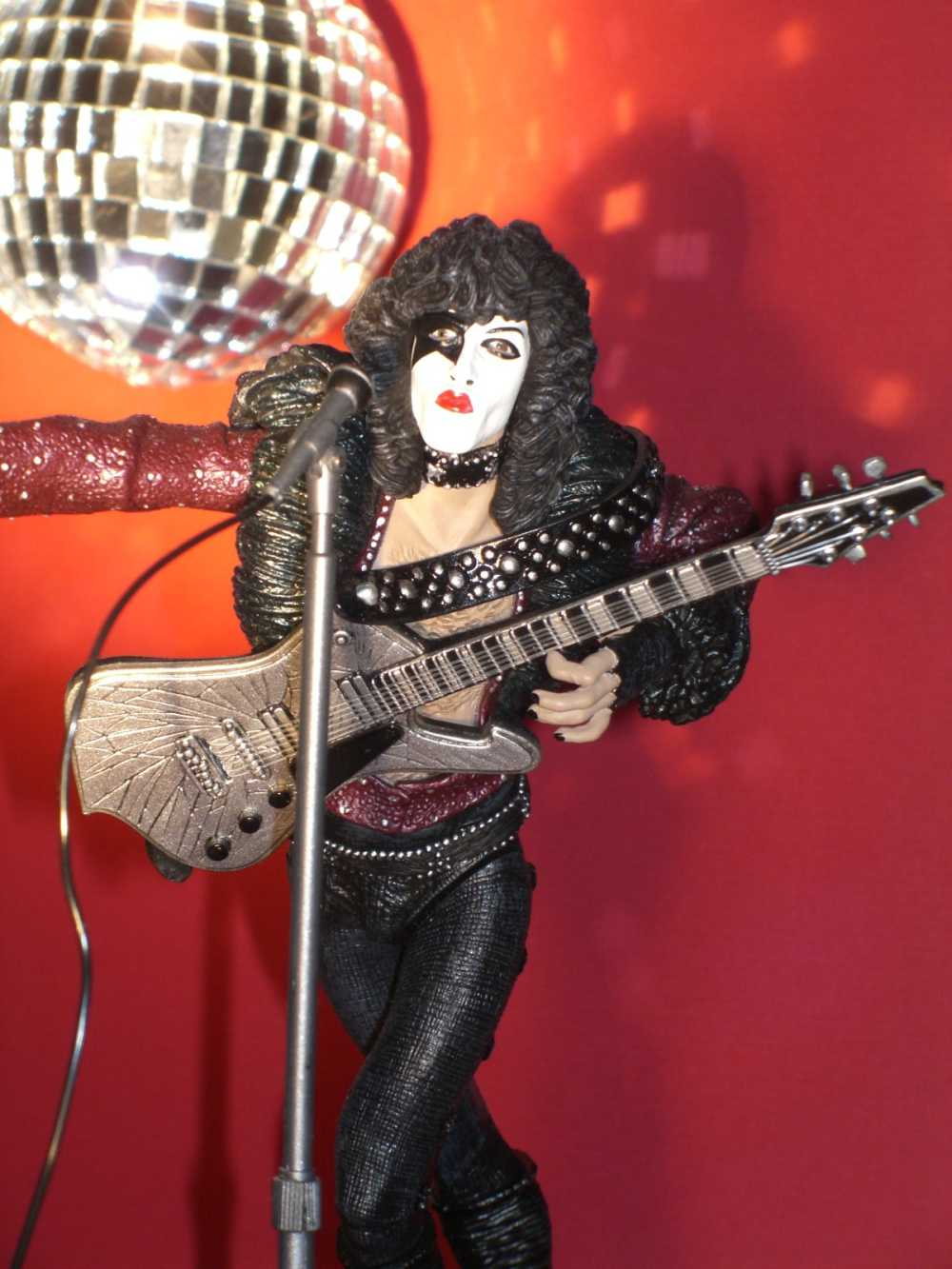
Paul Stanley action figure feita pela McFarlane Toys

O mercado de colecionadores adultos cresceu com empresas como McFarlane Toys, Palisades e NECA, que produziram figuras detalhadas de personagens de filmes, músicos e atletas. Algumas linhas, como Cinema of Fear, focavam mais na estética do que na brincadeira. Linhas voltadas ao público infantil, como o revival de He-Man e Justice League Unlimited, ainda atraem colecionadores. Editoras como Toy Biz e DC Direct produzem figuras mesmo que os personagens não tenham aparecido em filmes.
Algumas figuras são vendidas exclusivamente em lojas ou convenções. Empresas usam estratégias como "erros" de embalagem e figuras "raras" para atrair colecionadores.

## Produção

### Matérias-primas
Argila de modelagem e várias ferramentas de escultura são utilizadas para criar o protótipo. A figura final é moldada a partir de uma resina plástica mais rígida, como o acrilonitrila butadieno estireno (ABS). Plásticos mais macios e nylon podem ser usados em componentes de vestuário como macacões, capas e máscaras. Tintas acrílicas de várias cores podem ser utilizadas para decorar a figura. Brinquedos mais elaborados podem conter componentes eletrônicos em miniatura que proporcionam efeitos de luz e som.

### Design

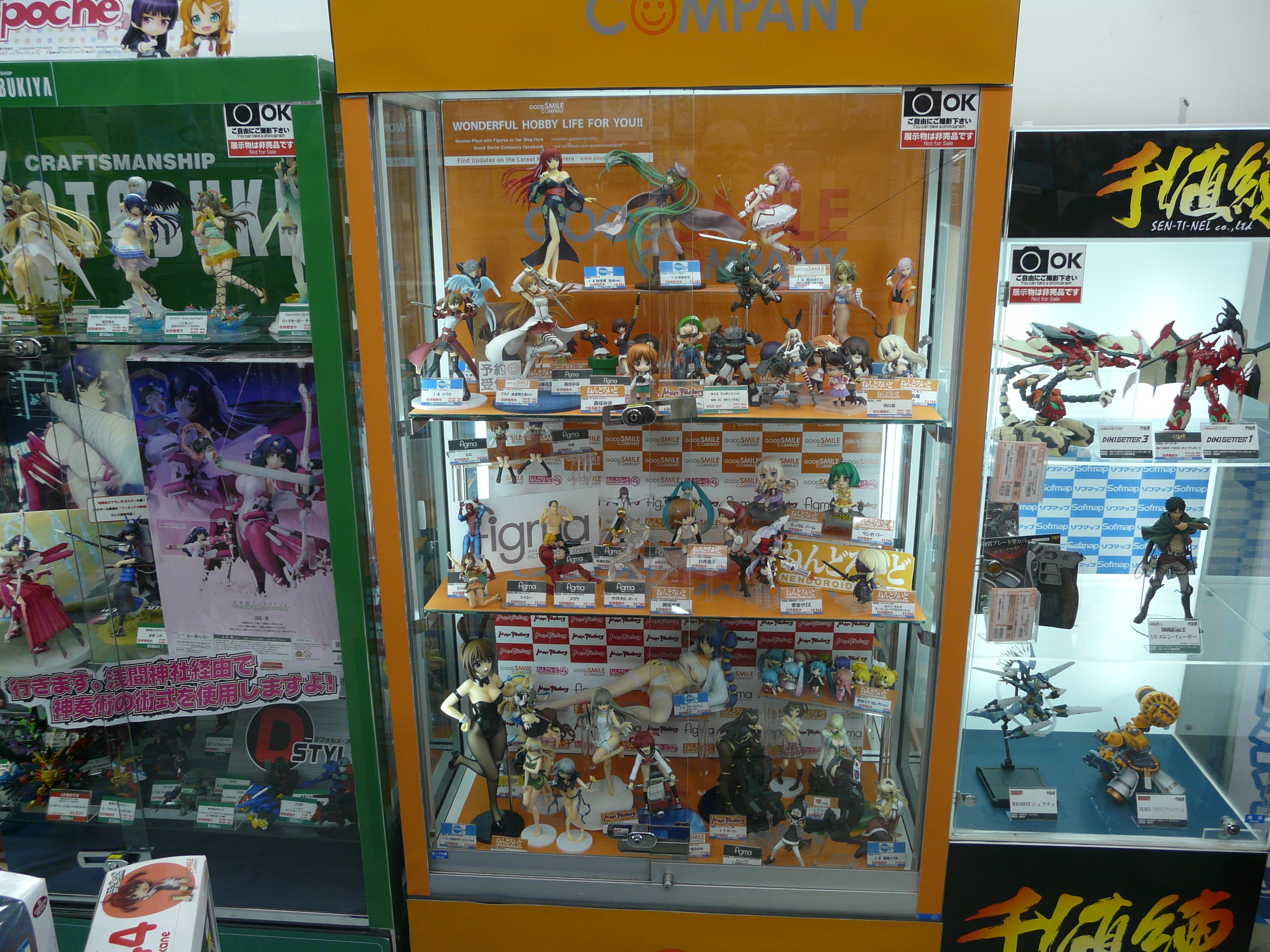
Vitrine no Japão com action figures e estatuetas típicas de animanga

Uma vez selecionado o personagem, o processo de design começa com esboços da figura proposta. O próximo passo é a criação de um protótipo em argila, embora outros materiais como cera também possam ser usados. Esse modelo é feito dobrando fios de alumínio para formar a estrutura da figura, conhecida como armadura. O formato de fio inclui o contorno dos braços e pernas na posição geral que a figura assumirá. O escultor então adiciona argila à armadura para dar o volume e a forma básica desejada. A argila pode ser levemente assada durante o processo de prototipagem para endurecê-la. Em seguida, o escultor usa várias ferramentas, como alças de arame, para esculpir a argila e modelar os detalhes da figura.
Após criar a forma básica, o escultor pode optar por remover os braços e trabalhá-los separadamente antes de fixá-los novamente. Isso oferece maior controle e permite produzir detalhes mais refinados. Usando ferramentas rombas, o escultor molda o corpo com o nível de detalhe desejado. Referências fotográficas e desenhos são utilizadas para garantir que a figura seja o mais realista possível. Alguns escultores podem até usar modelos humanos como guia para o design.

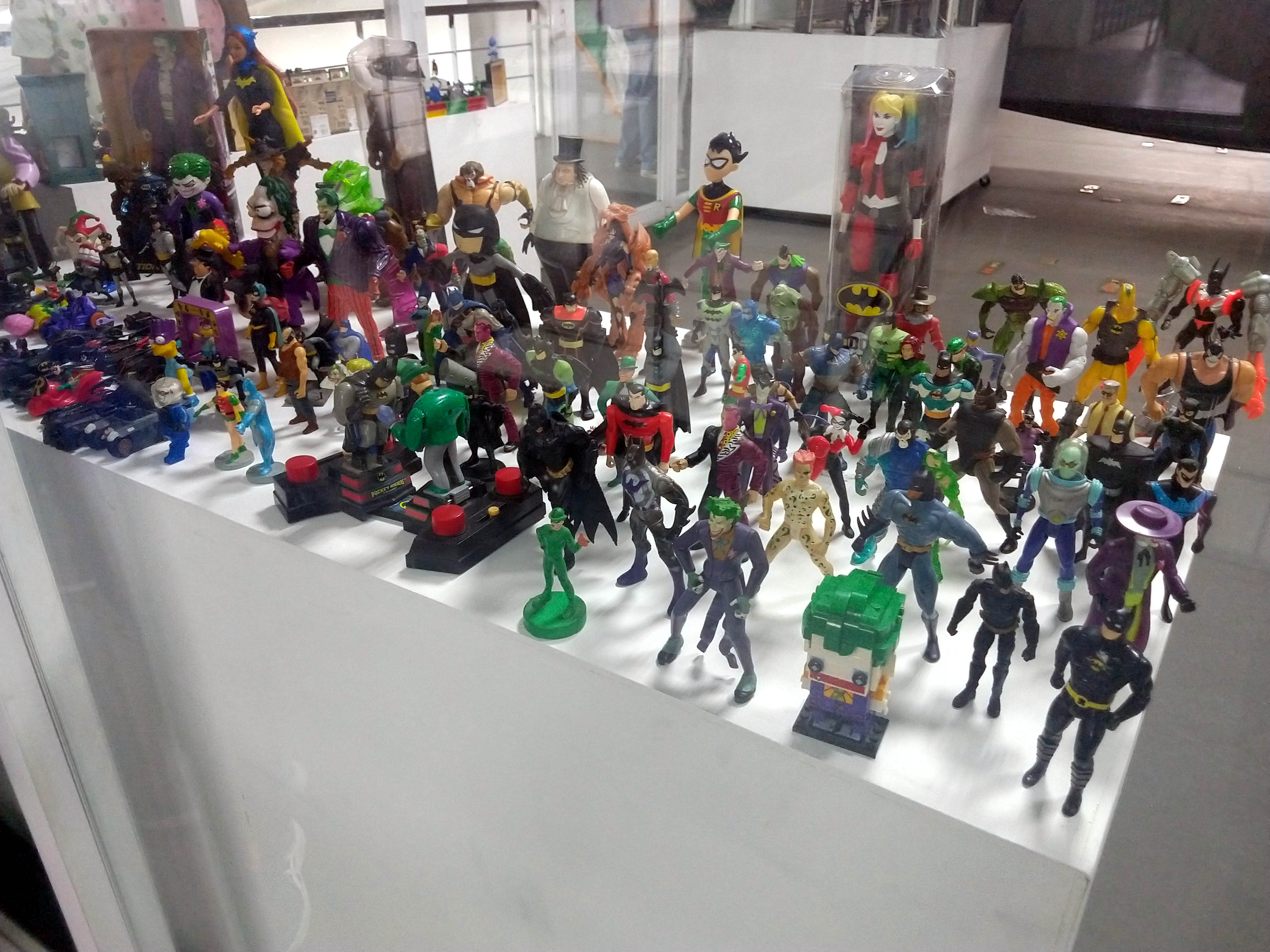
Várias action figures de super-heróis da DC Comics exibidas na Cidade do México

Depois que a forma geral do corpo está completa, o escultor adiciona os detalhes mais refinados, com atenção especial aos olhos, nariz e boca, que dão expressão realista à figura. O designer pode anexar um pedaço grosseiro de argila na figura principal como cabeça temporária enquanto a cabeça verdadeira é esculpida em uma armadura separada. Isso permite finalizar as expressões faciais independentemente do corpo. A cabeça finalizada é então fixada à armadura principal e unida ao corpo com mais argila. Uma vez fixada, o pescoço e o cabelo são esculpidos para se encaixarem corretamente na figura. Em seguida, dependendo do design, o traje pode ser esculpido diretamente sobre o corpo. No entanto, se for adicionado posteriormente um uniforme ou fantasia de tecido, o protótipo será esculpido sem detalhes do traje. Durante esse processo, partes da argila podem ser cobertas com papel alumínio para evitar o ressecamento precoce. Quando tudo estiver concluído, a figura inteira é assada para endurecer a argila.
O protótipo esculpido é então enviado para aprovação do fabricante. Uma vez que todos os detalhes do design sejam finalizados, o protótipo é usado para fazer os moldes que formarão as peças plásticas da figura produzida em massa. O processo inteiro de escultura pode levar cerca de duas semanas, dependendo da habilidade e velocidade do escultor. Esse processo pode ser repetido várias vezes se forem necessárias revisões. Vários meses são geralmente reservados para essa fase de design.

## Características e recursos

### Escala
As action figures são produzidas em escalas fixas para permitir compatibilidade dentro (e às vezes entre) diferentes linhas de brinquedos.
| Escala | Polegadas por pé | Tamanho          | Exemplos |
| ------ | ---------------- | ---------------- | --- |
| 1:32   | 0,375" [9,5 mm]  | 2,125" [54 mm]   | Soldadinhos de 2,12" HASBRO Star Wars: Unleashed e figuras plásticas da Wm.Britain Ltd.                                                                        |
| 1:30   | 0,4" [10,16 mm]  | 2,36" [60 mm]    | Usado para soldadinhos de metal detalhados (King & Country, BlackHawk, Wm.Britain).                                                                            |
| 1:24   | 0,5" [12,7 mm]   | 2,5" [63,5 mm]   | Mini action figures de 2,5" (Playskool da Hasbro e Star Wars: Galactic Heroes). Também chamado de "escala de 1/2 polegada" para casas de boneca infantis.      |
| 1:18   | 0,67" [16,93 mm] | 3,75" [95,25 mm] | Action figures de 3,75" (Star Wars da Kenner, G.I. Joe da Hasbro, Jurassic World da Mattel).                                                                   |
| 1:16   | 0,75" [19,05 mm] | 4" [101,6 mm]    | Figuras de 4". Também usado para animais de fazenda de brinquedo e conjuntos da Ertl.                                                                          |
| 1:15   | 0,8" [20,32 mm]  | 5" [127 mm]      | Action figures de 5" (Jurassic Park da Kenner, Power Rangers da Bandai).                                                                                       |
| 1:12   | 1" [25,4 mm]     | 6" [152,4 mm]    | Action figures de 6" (Marvel Legends da Toy Biz, Marvel Cinematic Universe da Hasbro, Teenage Mutant Ninja Turtles da Playmates, Action Figures da DC Direct). |
| 1:10   | 1,2" [30,48 mm]  | 7" [177,8 mm]    | Action figures de 7" (He-Man clássico da Mattel, DC Universe e a maioria das figuras da NECA).                                                                 |
| 1:9    | 1,33" [33,87 mm] | 8" [203,2 mm]    | Action figures e bonecos de 8" (World's Greatest Super Heroes da Mego Corporation).                                                                            |
| 1:6    | 2" [50,8 mm]     | 12" [304,8 mm]   | Figuras articuladas de 12" - G.I. Joe da Hasbro, Dragon Models, Hot Toys Movie Masterpiece Series, Barbie da Mattel, Dollfie da Volks.                         |
| 1:4    | 3" [76,2 mm]     | 18" [457 mm]     | Figuras maiores altamente detalhadas de 18" e bonecas fashion.                                                                                                 |
| 1:3    | 4" [101,6 mm]    | 24" [609,6 mm]   | Bonecas fashion articuladas de 24" com articulação esférica (Super Dollfie da Volks).                                                                          |

### Articulação

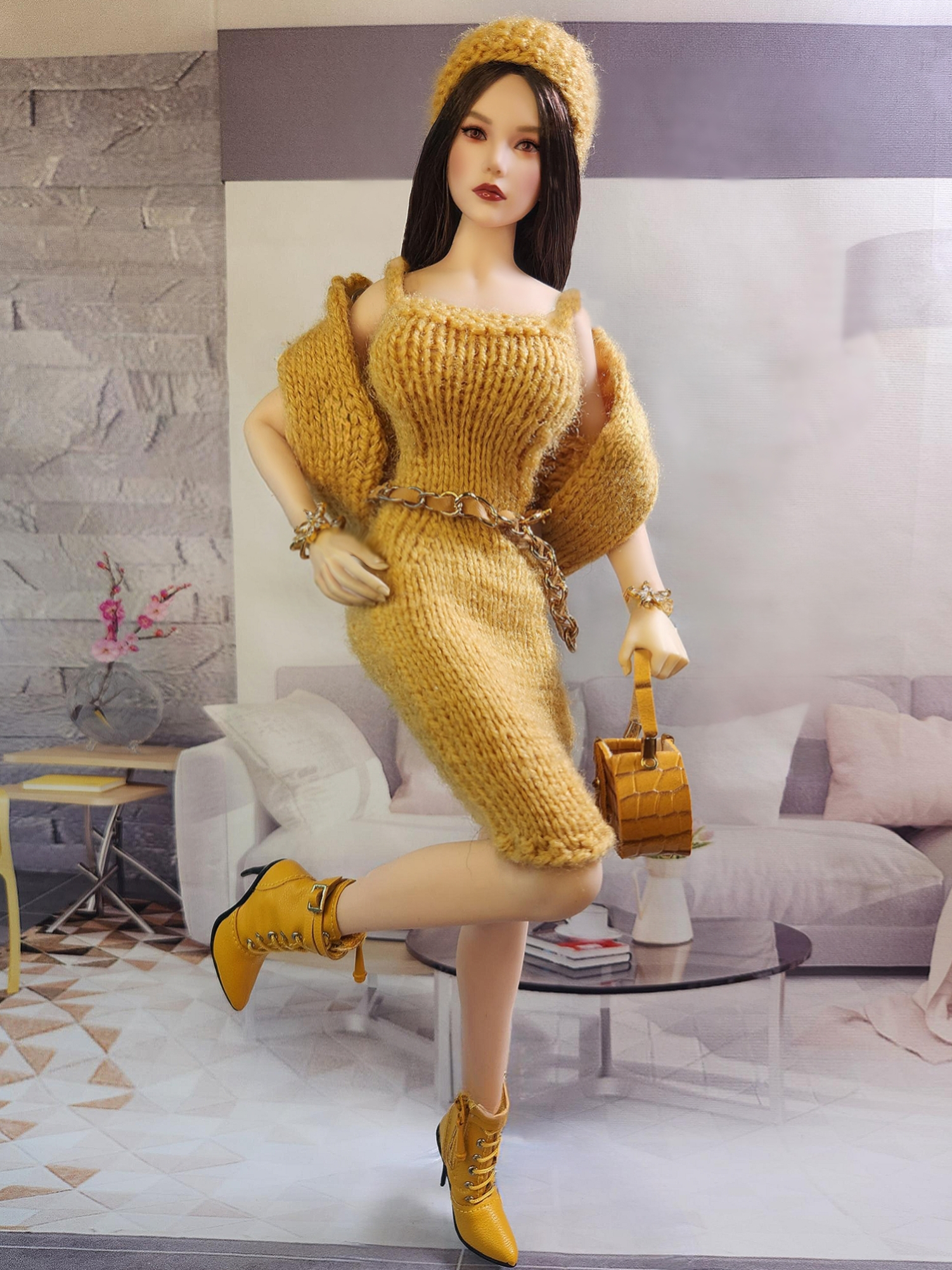
Boneca fashion com partes articuladas

Uma característica comum entre as action figures é a articulação do corpo, muitas vezes chamada de pontos de articulação (POA) ou juntas. As formas mais básicas de articulação incluem uma junta no pescoço, duas nos ombros e duas nos quadris. Além dessas, também são comuns pulsos giratórios, joelhos flexíveis e cintura rotativa. Termos como “junta cortada” são usados para descrever articulações simples que permitem rotação básica da cabeça ou dos braços. A articulação em "T", comum nos quadris, permite rotação das pernas de até 180°, embora isso possa variar. Já as juntas esféricas oferecem maior amplitude de movimento, como inclinar a cabeça além da rotação vertical básica. A articulação básica dos joelhos geralmente utiliza uma junta de pino.
A quantidade e o estilo de articulação variam bastante entre os designers de brinquedos. Duas das linhas mais populares dos anos 1980, G.I. Joe: A Real American Hero e Masters of the Universe, contrastavam bastante nesse aspecto: a primeira incluía diversos pontos de articulação na escala de 33⁄4
-polegada (95 mm), enquanto a segunda, com figuras mais robustas, mantinha articulações mínimas. Ambas usavam cordões de borracha nos quadris, um método pouco utilizado atualmente. Já nos anos 2000, a linha Marvel Legends da Toy Biz ficou conhecida por seu alto grau de articulação, com pontos até no abdômen, dedos dos pés e das mãos.

### Acessórios
Embora nem todas as action figures incluam acessórios, os itens adicionais geralmente se mostram essenciais para os personagens e sua eficácia como brinquedos interativos. As figuras da linha G.I. Joe na escala 33⁄4
-polegada (95 mm) normalmente incluem várias armas de fogo ou armas brancas esculpidas com detalhes, que podem ser fixadas nas mãos das figuras. Lançadores de mísseis também são comuns em linhas militares e de quadrinhos, geralmente com mecanismo de mola. No entanto, possivelmente por questões de segurança, esse método caiu em desuso em meados da década de 1990. Algumas figuras, particularmente do Coringa, incluíam armas que esguichavam água.
Mais recentemente, a linha Marvel Legends popularizou o conceito de "build-a-figure". Cada figura de uma determinada série inclui uma parte do corpo de uma figura maior, incentivando os consumidores a comprarem todas as figuras da série para completar a figura maior. Esse conceito foi adotado também pela linha DC Universe Classics da Mattel. Figuras voltadas ao mercado colecionador geralmente incluem uma base para exibição e/ou uma revista em quadrinhos. Nesses casos, os acessórios podem ser projetados mais para exibição do que para brincadeiras.

### Tipos de embalagem
Os fabricantes embalam suas action figures de diversas maneiras:
Embalagem tipo Window Box
Esse tipo de embalagem consiste em uma caixa de papelão resistente, porém fina, que permite empilhamento fácil. A caixa possui uma arte colorida para atrair atenção. Na frente da caixa há uma área recortada, coberta por uma peça de plástico transparente macio que permite a visualização da figura dentro da embalagem. Esse tipo de embalagem foi utilizado por empresas como a Mego Corporation no início dos anos 1970, até que migraram para o estilo Carded Bubble no final da década. Ainda hoje é usada, especialmente para figuras com 10 polegadas ou mais de altura.
Embalagem tipo Carded Bubble
Esse estilo consiste em um cartão de papelão fino e rígido, decorado com arte colorida. A action figure é colocada sobre o cartão e uma bolha de plástico transparente é moldada sobre ela e presa ao cartão. Isso garante boa visibilidade da figura e seus acessórios, que ficam posicionados em compartimentos moldados dentro da bolha. Kenner e Hasbro utilizam esse tipo de embalagem em suas linhas de Star Wars desde 1977.
Embalagem de PVC
Mais comum a partir dos anos 2000, esse tipo substitui o cartão de papelão por uma estrutura de plástico transparente (PVC). A parte frontal é uma peça moldada com uma bolha que abriga a figura e os acessórios. A arte gráfica é impressa em papel fino inserido entre as duas partes do PVC, ou aplicada como adesivo. Essa embalagem é usada por empresas como McFarlane Toys (Movie Maniacs), NECA (Cult Classics, Piratas do Caribe) e Toy Biz (Marvel Legends, que incluíam uma revista em quadrinhos entre as camadas de PVC).
Embalagem em tubo
Outro tipo recente de embalagem em PVC é o tubo transparente que envolve a figura. Pode ter formato cilíndrico ou oval. A arte gráfica costuma ser aplicada em adesivos na parte externa. Esse formato foi usado pela Hasbro na linha Star Wars Galactic Heroes.

### Recursos de ação
As figuras da linha original de Masters of the Universe incluíam diversos "recursos de ação" únicos: Battle Armor He-Man e Skeletor tinham placas peitorais giratórias que simulavam níveis de dano; Leech possuía membros com ventosas; os olhos de Mantenna saltavam com o acionamento de uma alavanca nas costas; e Thunder Punch He-Man desferia um soco com som explosivo gerado por um anel de espoleta em sua mochila. Outros recursos focavam na estética, como os corpos flocados de Grizzlor e Moss Man, além dos aromas únicos deste último e de Stinkor.
O sucesso da linha Transformers baseou-se fortemente na sua característica de transformação de veículo para robô. Essa ideia também foi incorporada na linha Mutatin' Turtles dos Tartarugas Ninja.
Em 1987, a Mattel lançou figuras baseadas na série de TV Captain Power and the Soldiers of the Future. A linha apresentava um jogo interativo onde as crianças podiam atirar na tela da televisão. Apesar da inovação, não teve sucesso duradouro.
Tinta e plástico que brilham no escuro foram utilizados em várias coleções dos anos 90, incluindo Ninja Turtles, Swamp Thing e Toxic Crusaders. Algumas figuras também apresentavam mudança de cor com água fria, revelando tintas termocrômicas. Exemplos incluem o Joker – Sky Escape da Kenner, Camouflage Swamp Thing e Sgt. Savage – Desert Camo da Hasbro.
A maioria das figuras da linha Super Powers Collection da Kenner executavam socos quando as pernas eram apertadas. A série Wacky Action das Tartarugas Ninja trazia mecanismos de corda que ativavam movimentos motorizados, como nadar ou girar os pulsos. Em 1985, a Tyco lançou a linha Dino-Riders, com dinossauros motorizados movidos a bateria.